# Союз защиты Родины и Свободы
Союз защиты Родины и Свободы — военная антибольшевистская организация. Идея этой структуры зародилась еще в декабре 1917 года, а создана окончательно Борисом Савинковым к марту 1918 года с санкции командования Добровольческой армии в лице генералов Л. Г. Корнилова и М. В. Алексеева.
В июле 1918 года организовала Ярославское, Рыбинское и Муромское восстания. Также готовились восстания в Москве и Казани, но аресты некоторых членов союза в мае 1918 года сорвали их. После подавления восстаний организация фактически распалась. Имела отделения в Москве, Рыбинске, Ярославле, Муроме, Казани и других городах.
В январе 1921 восстановлена на совещании русских эмигрантов в Варшаве под названием Народный союз защиты родины и свободы. На протяжении 1921-23 гг. организацией принимались попытки вести борьбу и подрывную деятельность против большевистского режима: добровольцы из рядов Народного союза направлялись в СССР для организации боевых отрядов и подпольных групп с целью противодействия большевистской власти, вербовки сторонников и проведения попыток поднятия народного восстания для свержения большевизма. Информационное Бюро Народного Союза Защиты Родины и Свободы каждый десятый день издавало многостраничные (не менее 6-8 листов) «Сводки Информационного Бюро НСЗР и С»; Издано не менее 22 номеров; Последний из известных, № 22 издан 17 ноября 1922 г.
В начале 1924 года основной контингент Народного союза, действовавшего на территории Советского Союза, был уничтожен ОГПУ в ходе операции «Синдикат-2». Лидер НСЗРиС Борис Савинков в том же году был арестован и погиб в тюрьме ОГПУ 7 мая 1925 г.

## Структура
Штаб организации имел следующую структуру:
- Борис Савинков возглавлял организацию и от её имени вел переговоры с представителями Антанты.
- Флегонт Клепиков — его секретарь и одновременно казначей.
- Полковник Перхуров — начальник штаба.
- Полковник Гоппер — начальник воинских кадров.
- Полковник Страдецкий — связь с Добровольческой армией на всех фронтах.
- Подполковник Бреде (Ф. А. Бриедис) — разведка, контрразведка и антибольшевистская пропаганда в латышских стрелковых частях.
- Доктор Аксанин (Николай Сергеевич Григорьев) — начальник провинциального отдела и пропаганды.

Кавалерийский центр организации возглавлял ротмистр Сумского гусарского полка А. А. Виленкин, артиллерийский центр — лейб-гвардии 3-й артиллерийской бригады капитан Шредер. А. А. Дикгоф-Деренталь помогал поддерживать связи с иностранными представительствами. Л. Е. Дикгоф была секретарём Б. В. Савинкова.